# الا بیلینگ
الا بیلینگ (انگلیسی: Ella Billing؛ ۲۶ مارس ۱۸۶۹ – ۲۲ دسامبر ۱۹۲۱) سافرجت، نویسنده، و فعال حق رأی اهل سوئد بود.
او بعداً به طور گسترده در سراسر سوئد، حتی به شمال دور سفر کرد و انجمن‌های حق رأی را تأسیس کرد. بیلینگ مقالاتی در مورد حق رأی برای مجله انجمن Rösträtt för kvinnor (رای برای زنان) نوشت. او ثابت کرد که یک سخنران قانع کننده در شعبه استکهلم انجمن ملی حق رأی زنان است.

## زندگی‌نامه
الا بیلینگ با نام کامل «اِلنا وولف» در ۲۶ مارس ۱۸۶۹ در فرلو واقع در استان اسکونه سوئد زاده شد. او دختر کشاورزی به نام نیلس اوردسون وولف و همسرش یوهانا کارلس‌دوتر بود. الا در خانواده‌ای پرجمعیت و نسبتاً فقیر بزرگ شد، جایی که محیط ساده و فروتنانهٔ زندگی، نقش مهمی در شکل‌گیری شخصیت اجتماعی و حس مسئولیت‌پذیری او ایفا کرد. او در دوران جوانی به حرفهٔ آموزگاری در مقطع ابتدایی در شهر کریستیان‌ستاد روی آورد و مدتی در این شهر به تدریس پرداخت. حضور او در کریستیان‌ستاد نقطهٔ آغاز مشارکتش در فعالیت‌های اجتماعی بود. او به عضویت هیئت رفاه فقرا (Fattigvårdsstyrelsen) در این شهر درآمد؛ جایی که به‌واسطهٔ دلسوزی و تعهد به امور کودکان و نوجوانان نیازمند مورد تحسین قرار گرفت.
الا بیلینگ در سال ۱۸۹۷ با یوهان آلبرت بیلینگ (۱۸۶۳–۱۹۱۸) ازدواج کرد و حاصل این ازدواج دو فرزند بود. خانوادهٔ بیلینگ تا سال ۱۹۱۲ در کریستیان‌ستاد سکونت داشتند و سپس به استکهلم نقل مکان کردند. این جابه‌جایی، فصل تازه‌ای در زندگی الا بیلینگ گشود. او پس از ورود به پایتخت، تمرکز بیشتری بر فعالیت‌های جنبش حق رأی زنان گذاشت و به یکی از فعالترین چهره‌های این جنبش در سوئد بدل شد. بیلینگ با سفر به مناطق مختلف کشور، از جمله نقاط دورافتاده در شمال سوئد، به جمع‌آوری امضا برای درخواست حق رأی زنان و نیز تأسیس شاخه‌های محلی انجمن‌های حق رأی زنان پرداخت. این سفرها که در سال ۱۹۱۳ انجام گرفت، توجهات زیادی را در رسانه‌ها و میان فعالان جلب کرد. گزارش‌ها از سفرهای او نشان می‌دهد که او با پشتکاری مثال‌زدنی، برای آگاهی‌بخشی در خصوص حقوق زنان تلاش می‌کرد.
بیلینگ نه‌تنها در عمل بلکه در حوزهٔ نوشتار نیز فعالیت داشت. او از نویسندگان مجلهٔ «رسترَت فور کوینور» (حق رأی برای زنان) بود و مقاله‌هایی در ستایش زنان پیشگام این جنبش نگاشت. از جمله، او گزارشی تحسین‌آمیز دربارهٔ انجمن حق رأی زنان در شهر لولئو منتشر کرد و در آن تلاش‌های مرتـا بوشت، رئیس انجمن را به‌گرمی ستود. این مقاله با زبانی الهام‌بخش، دستاوردهای زنان شمال سوئد را در زمینهٔ دستیابی به حقوق شهروندی برجسته کرد و امید به پیشرفت جنبش را افزایش داد.
از سال ۱۹۱۵، الا بیلینگ برای مدت کوتاهی به عضویت شورای شهر استکهلم درآمد. این حضور در عرصهٔ سیاست محلی، فرصتی بود تا او با دیدگاه‌های مترقی خود، بر تصمیم‌گیری‌های شهری تأثیر بگذارد. افزون بر این، او ریاست شاخهٔ استکهلم «انجمن زنان شهروند سوئد» (Svenska Kvinnors Medborgarförbund) را برعهده داشت و از این جایگاه نیز برای ترویج برابری جنسیتی بهره برد. بیلینگ باور داشت که مشارکت سیاسی زنان تنها از راه قانون‌گذاری ممکن نمی‌شود، بلکه نیازمند دگرگونی نگرش‌ها و ایجاد شبکه‌های حمایت اجتماعی است.
او همچنین در سازماندهی همایش‌ها، گردهمایی‌ها و پویش‌های گوناگون، نقشی فعال داشت. این فعالیت‌ها در دورانی انجام می‌شد که زنان سوئدی هنوز از حقوق سیاسی برابر برخوردار نبودند. تلاش‌های بی‌وقفهٔ الا بیلینگ و هم‌رزمانش در نهایت مسیر را برای تصویب قانون حق رأی زنان در سال ۱۹۲۱ هموار ساخت. هرچند او عمر خود را در راه این آرمان گذراند، تنها چند ماه پس از تحقق آن، چشم از جهان فروبست.
الا بیلینگ در ۲۲ دسامبر ۱۹۲۱ در استکهلم درگذشت. پیکر او در گورستان شرقی شهر کریستیان‌ستاد به خاک سپرده شد، همان شهری که نخستین قدم‌هایش در راه کنشگری اجتماعی را در آنجا برداشته بود. میراث او به عنوان زنی پیشگام در جنبش حقوق زنان سوئد، همچنان الهام‌بخش کنشگران معاصر است. تلاش‌هایش برای تحقق برابری، نمادی از اراده، شجاعت و ایثار در راه عدالت اجتماعی است.